# 4378 Voigt
4378 Voigt eller 1988 JF är en asteroid i huvudbältet som upptäcktes den 14 maj 1988 av den tyske astronomen Werner Landgraf vid La Silla-observatoriet. Den är uppkallad efter den tyske astronomen Hans-Heinrich Voigt.
Asteroiden har en diameter på ungefär 10 kilometer.